# Penkvilksite
La penkvilksite è un minerale.